# Real Fuerza Aérea (Reino Unido)
La Real Fuerza Aérea (en inglés: Royal Air Force, abreviada como RAF) es la rama aérea de las Fuerzas Armadas británicas y la fuerza aérea independiente más antigua del mundo. Formada el 1 de abril de 1918 al fusionarse el Real Cuerpo Aéreo y el Real Servicio Aéreo Naval, la RAF ha tomado una parte importante en la historia militar británica desde entonces, jugando un importante papel en la Segunda Guerra Mundial y en conflictos más recientes.
Con una flota de 942 aeronaves y un personal compuesto de 53 400 efectivos, la RAF es una de las fuerzas aéreas más grandes y más avanzadas en cuanto a tecnología del planeta.

## Lema
Desde 1912 junto con la creación del Cuerpo Aéreo Real, el lema del escudo de armas de la RAF es la frase en latín «Per Ardua ad Astra» (en español A través de la dificultad hasta las estrellas), cuya traducción al inglés que la Corona Real hace es «Through Adversity to the Stars» (A través de la adversidad hasta las estrellas), y que es el mismo que usa la Royal Australian Air Force, aunque ambos difieren ligeramente en la traducción al inglés usando esta última «lucha» en lugar de «adversidad».
Según la web oficial de la RAF, fue aprobado por el rey tras la petición del primer CO del Cuerpo Aéreo Real, el coronel Frederick Sykes a la Oficina de Guerra británica. Este a su vez, había propuesto a sus oficiales que pensaran en un lema que fomentara el espíritu del nuevo cuerpo aéreo. Parece ser que el joven oficial J. S. Yule pensó en el mismo inspirado en un texto del libro «People of the Mist» de sir Henry Rider Haggard antes de proponérselo a Sykes.
La traducción «Through Struggles to the Stars» no está clara pero parece una influencia en Haggard del escudo de armas de una familia irlandesa de Mulway.
Para los especialistas, «Per Ardua ad Astra» no tiene una traducción única al inglés pero la RAF y las Fuerzas Aéreas de la Mancomunidad de Naciones decidieron mantener la traducción «Through Adversity to the Stars». Según la propia RAF, la fuerza aérea hizo suyo el lema dado el carácter heroico y valeroso de los hechos que han acontecido a esta unidad en los últimos años.

## Historia
La RAF es la fuerza aérea independiente más antigua del mundo, establecida el 1 de abril de 1918. Ha asumido un papel significativo en la historia militar británica, participando de forma importante en la Segunda Guerra Mundial, y más recientemente, en los conflictos como el de la guerra de las Malvinas y la ocupación de Irak. 

### Orígenes (1911)
Aunque los orígenes primitivos de la aviación militar británica se pueden remontar hasta la época de los zepelines (Balloon en inglés), varias décadas atrás hasta 1878 con la primera Escuela de Zepelines del Ejército (Army Balloon School) en Woolwich; la génesis de la RAF se puede establecer en el año 1911 dados dos motivos: la decisión de la Oficina de Guerra británica de ampliar su antigua Sección de Zepelines (Balloon Section) para formar un Batallón aéreo (Air Battalion) con base en Farnborough; y posteriormente, en ese mismo año, las decisiones de la Conferencia Imperial de Londres de 1911.
Conferencia Imperial de Londres (1911)
Así, el origen de la RAF como arma del ejército, proviene del resultado de la Conferencia Imperial de Londres de 1911, en la cual se decidió que la aviación debía ser incluida en las Fuerzas Armadas del Imperio británico. Australia fue el primer país que dio los primeros pasos en la práctica de esta decisión creando una escuela de vuelo en 1912, la (Central Flying School RAAF) pero no se consolidó como fuerza aérea (RAAF) hasta después de la formación de la RAF como primera fuerza aérea británica seis años más tarde, en 1918.

### Formación e historia temprana (1918–1939)
La RAF fue fundada el 1 de abril de 1918 mediante la fusión del Cuerpo Aéreo Real y el Servicio Aéreo Naval Real. El Cuerpo Aéreo Real era una división de los Ingenieros Reales, bajo el control del Ejército Británico. El Servicio Aéreo Naval Real era su equivalente en la Armada. La decisión de fusionar las dos unidades y crear una fuerza aérea independiente fue una respuesta a los eventos de la Primera Guerra Mundial, la primera guerra en la que el poder aéreo demostró ser decisivo. La recién creada Real Fuerza Aérea era la más poderosa del mundo en el momento de su creación, contando con 20.000 aeronaves.
Los años de la entreguerra fueron relativamente pacíficos para la RAF, tomando parte solamente en acciones menores en el Imperio Británico. La RAF prestó servicio en Afganistán, donde ocurrió la primera evacuación de civiles vía aérea en 1928. En 1936, una reorganización del mando de la RAF condujo a la creación del Mando de Caza (Fighter Command), el Mando de Bombardeo (Bomber Command) y el Mando Costero (Coastal Command). La rama Naval Aérea fue separada de la RAF y renombrada el Arma Aérea de la Flota (Fleet Air Arm) bajo el control de la Armada Real.

### Segunda Guerra Mundial (1939-1945)
La RAF experimentó una rápida expansión tras el estallido de la guerra contra la Alemania nazi en 1939 y el Imperio del Japón en 1942. Esto incluyó el entrenamiento de las tripulaciones aéreas británicas en países de la Mancomunidad de Naciones (Commonwealth) bajo el Plan de Entrenamiento Aéreo de la Commonwealth, y el traslado en comisión de muchos escuadrones enteros y decenas de miles de efectivos de otros países de las fuerzas aéreas de la Commonwealth. A estos se les sumaron más tarde miles de efectivos de otros países, incluidos muchos que habían escapado de países ocupados por los nazis en el continente europeo. Se distinguieron las unidades Polacas y Checoslovacas, siendo la mejor unidad en la Batalla de Inglaterra la polaca "Squadron 303". 
La Batalla de Inglaterra fue un hecho crucial en la historia de la RAF y forma parte ya de la cultura popular e historia misma del Reino Unido. Los componentes de la fuerza aérea, en especial los pilotos y su Mando de Caza, quedaron inmortalizados por Churchill en la historia británica con la frase:

«Never in the field of human conflict has so much been owed by so many to so few.»
«Nunca en el campo de los conflictos humanos, tantos debieron tanto a tan pocos.»
Winston Churchill

Durante dicha batalla en el verano de 1940, la fuerza aérea británica, esos «pocos», rechazaron las incursiones de la Luftwaffe en la que fuera quizás la campaña aérea más prolongada y complicada de la historia. Esto contribuyó enormemente al retraso y subsecuente cancelación de los planes alemanes para la invasión de Reino Unido, la Operación León Marino, y ayudó a cambiar el curso de la Segunda Guerra Mundial al hacer posible la continuación del esfuerzo bélico inglés por mantener una vía de incursión en el continente ocupado por las Potencias del Eje, hasta que la entrada de la Unión Soviética y Estados Unidos en la guerra determinaron el equilibrio de fuerzas en favor de los Aliados.
El mayor esfuerzo de la RAF durante la guerra fue la campaña de bombardeo estratégico contra Alemania. A partir del 31 de mayo de 1942, el Mando de Bombardeo de la RAF estuvo en situación de orquestar incursiones nocturnas aéreas a gran escala involucrando hasta a 1000 aviones, muchos de los cuales eran los nuevos bombarderos pesados cuatrimotores. Existe un grado considerable de controversia histórica con respecto a la ética de ataques tan grandes contra ciudades alemanas durante los últimos meses de la guerra. Un ejemplo es el Bombardeo de Dresde.

### Guerra Fría (1945-1990)
Después de la victoria en la Segunda Guerra Mundial, la RAF fue sujeta a otra reorganización, debida en buena medida a los avances tecnológicos en la guerra aérea que culminaron en la producción de aviones cazas y bombarderos a reacción. Luego del desarrollo británico de armas nucleares, los escuadrones de bombarderos V de la RAF asumieron la responsabilidad única de transportar el arsenal nuclear de disuasión británico en tanto se desarrollaban los submarinos clase Polaris de la Armada Real. Después de la introducción de los submarinos Polaris en 1968, el papel estratégico nuclear de la RAF se redujo al nivel táctico, haciendo uso de las bombas de gravedad WE177. Este papel táctico fue proseguido por los bombarderos V ya entrados los años 80s y hasta 1998 por los cazabombarderos Tornado GR1.
El papel principal de la RAF en los años de la Guerra Fría fue la defensa de Europa en contra de ataques potenciales por parte de la Unión Soviética. Con el declive del Imperio Británico, las operaciones a escala global vieron su alcance reducido, y la RAF del Lejano Oriente fue disuelta el 31 de octubre de 1971. 
A pesar de lo anterior, la RAF libró muchas batallas en el periodo de la Guerra Fría. La RAF desempeñó un papel menor en la guerra de Corea, con la participación de botes flotantes. No obstante, la Crisis de Suez en 1956 fue motivo de una gran participación por parte de la RAF que empleó aviones con base en Chipre y Malta para sus operaciones. La confrontación malaya-indonesia (Konfrontasi) a principios de la década de los 60s condujo al uso de aviones de la RAF, pero debido a una combinación de hábil diplomacia y a la ignorancia selectiva de ciertos eventos por ambos bandos, la confrontación nunca evolucionó en una guerra total.
La guerra de las Malvinas en 1982 la libraron principalmente el Ejército y la Armada debido a que el campo de batalla estaba localizado fuera del alcance de los aviones de la RAF con bases terrestres. No obstante, se desplegaron aviones de la RAF en la Isla de Ascensión y a bordo de portaaviones de la Armada. Las misiones de más alto perfil en este conflicto fueron las famosas incursiones "Black Buck" que emplearon aviones Avro Vulcan con base en la Isla de Ascensión. No obstante, la RAF prestó otros muchos servicios durante el conflicto con sus helicópteros en las mismas Islas Malvinas, sus Harrier GR3 volando desde el portaaviones HMS Hermes, sus aviones cazas protegiendo Ascensión, aviones de patrulla marítima escrutando el Atlántico Sur, y su flota de aviones cisterna y de transporte que coadyuvaron en el enorme esfuerzo logístico exigido por la guerra.

### 1990 hasta el presente
En 1991, más de 100 aviones de la RAF tomaron parte en la Guerra del Golfo. virtualmente en cualquier rol concebible. Dicho conflicto marcó un hito en la historia de la RAF ya que fue la primera vez que la RAF usaba municiones guiadas con precisión en cantidades significativas. Más tarde la guerra de Kosovo en 1999 dio lugar al despliegue de la RAF en Europa por vez primera desde la Segunda Guerra Mundial. La invasión de Afganistán de 2001 llevó a la RAF a proporcionar apoyo a los Estados Unidos mediante el suministro de aviones cisterna y de reconocimiento.
La invasión de Irak de 2003 dio lugar al despliegue de la RAF en gran escala en apoyo a la Fuerza Aérea de los Estados Unidos. Las únicas pérdidas de la RAF se debieron a accidentes y a fuego amigo cuando un Tornado de la RAF fue derribado por un misil Patriot estadounidense.

## Aeronaves

### Inventario de aeronaves actual
| Aeronave                                                 | Origen         | Tipo                             | Versiones   | En servicio | Notes                                                                    |
| -------------------------------------------------------- | -------------- | -------------------------------- | ----------- | ----------- | ------------------------------------------------------------------------ |
| F-35B Lightning                                          | Estados Unidos | Caza / Caza polivalente          | -           | 15          | -                                                                        |
| Eurofighter Typhoon                                      | Reino Unido    | Caza polivalente                 | T1/T1A/FGR4 | 137         | .                                                                        |
|                                                          |                | Total                            |             | 152         |                                                                          |
| Aeronaves de entrenamiento                               |                |                                  |             |             |                                                                          |
| Embraer Phenom T1                                        | Brasil         | Avión de entrenamiento           | -           | 4           |                                                                          |
| Airbus H135 Juno                                         | Unión Europea  | Helicóptero de entrenamiento     | HT1         | 29          |                                                                          |
| Airbus H145 Jupiter                                      | Unión Europea  | Helicóptero de entrenamiento     | HT1         | 5           | [ 16 ]                                                                   |
| Grob Tutor                                               | Alemania       | Avión de entrenamiento           | T1          | 94          |                                                                          |
| Grob 120TP Prefect                                       | Alemania       | Avión de entrenamiento           | T1          | 23          | También se usa en la armada.                                             |
| BAE Hawk                                                 | Reino Unido    | Avión de entrenamiento avanzado  | T1/T1AT2    | 12917       | Con capacidad de combate. 10 más de la versión T2 en proceso de entrega. |
| Beechcraft T-6 Texan II                                  | Estados Unidos | Avión de entrenamiento           | T1          | 10          |                                                                          |
|                                                          |                | Total                            |             | 311         |                                                                          |
| Aviones de transporte militar                            |                |                                  |             |             |                                                                          |
| BAe 146                                                  | Reino Unido    | Avión de transporte vip          | CC2         | 2           |                                                                          |
| Airbus A400M Atlas                                       | Unión Europea  | Avión de transporte táctico      | C1          | 20          |                                                                          |
| Lockheed Hercules                                        | Estados Unidos | Avión de transporte táctico      | C5          | 12          |                                                                          |
| Boeing C-17A Globemaster                                 | Estados Unidos | Avión de transporte estratégico  | -           | 6           | Uno en entrega                                                           |
| Airbus A330 Voyager                                      | Unión Europea  | Avión cisterna y de transporte   | C1K/K3/K4   | 14          |                                                                          |
|                                                          |                | Total                            |             | 54          |                                                                          |
| Helicópteros de transporte y de búsqueda y rescate (SAR) |                |                                  |             |             |                                                                          |
| Agusta A109E                                             | Italia         | Helicóptero de transporte vip    | -           | 3           |                                                                          |
| Aérospatiale Puma                                        | Reino Unido    | Helicóptero de transporte        | HC1         | 43          | Fabricado en Reino Unido bajo licencia como Westland Puma                |
| Boeing Chinook                                           | Estados Unidos | Helicóptero de transporte        | HC2/AHC3    | 408         | 12 más pedidos.                                                          |
|                                                          |                | Total                            |             | 94          |                                                                          |
| Aeronaves de reconocimiento                              |                |                                  |             |             |                                                                          |
| Beechcraft Shadow                                        | Estados Unidos | Avión de reconocimiento          | R1          | 4           |                                                                          |
| General Atomics MQ-9 Reaper                              | Estados Unidos | UAV                              | -           | 2           | Solicitados 11 más.                                                      |
| RC-135V/W Rivet Joint                                    | Estados Unidos | Inteligencia de señales (SIGINT) | R1          | 3           |                                                                          |
|                                                          |                | Total                            |             | 9           |                                                                          |
| Patrulla Marítima                                        |                |                                  |             |             |                                                                          |
| Boeing P-8 Poseidon                                      | Estados Unidos | Patrulla Marítima                | MRA1        | 6           |                                                                          |
| Aeronaves totales                                        |                |                                  |             |             |                                                                          |
| Aeronaves totales                                        |                | Todos los tipos                  |             | 626         |                                                                          |

## Escalafón militar

### Divisas

#### Oficiales
| Código OTAN                                                                          | OF-10                  | OF-9              | OF-8                  | OF-7              | OF-6             | OF-5              | OF-4                          | OF-3                            | OF-2                            | OF-1                         | OF-1 |
| ------------------------------------------------------------------------------------ | ---------------------- | ----------------- | --------------------- | ----------------- | ---------------- | ----------------- | ----------------------------- | ------------------------------- | ------------------------------- | ---------------------------- | ---- |
| Reino Unido                                                                          |                        |                   |                       |                   |                  |                   |                               |                                 |                                 |                              |      |
| Mariscal de la Real Fuerza Aérea                                                     | Mariscal Jefe del aire | Mariscal del aire | Vicemariscal del aire | Comodoro del aire | Capitán de grupo | Comandande de ala | Líder/Comandante de escuadrón | Teniente de vuelo (OF2 Capitán) | Oficial de vuelo (OF1 Teniente) | Oficial piloto (OF1 Alférez) |      |
| 1 Ostentado por el rey del Reino Unido como parte de sus funciones constitucionales. |                        |                   |                       |                   |                  |                   |                               |                                 |                                 |                              |      |

#### Alistados y Suboficiales / Otros rangos
| Código OTAN | OR-9             | OR-7                                      | OR-6                                                             | OR-5     | OR-4 | OR-3                                   | OR-2                                          | OR-2          | OR-2               | OR-1              |
| ----------- | ---------------- | ----------------------------------------- | ---------------------------------------------------------------- | -------- | ---- | -------------------------------------- | --------------------------------------------- | ------------- | ------------------ | ----------------- |
| Reino Unido |                  |                                           |                                                                  |          |      |                                        |                                               |               |                    | No tiene insignia |
| Reino Unido | Suboficial mayor | Suboficial (personal técnico aéreo mayor) | Sargento de vuelo (sargento de vuelo del personal técnico aéreo) | Sargento | Cabo | Cabo segundo (en Regimiento de la RFA) | Aviador mayor técnico (en servicios técnicos) | Aviador mayor | Aviador de primera | Aviador           |

## Escuadrones
- Anexo: Escuadrones de la Royal Air Force